# 宮脇理
宮脇 理（みやわき おさむ、1929年 - ）は、日本の美術教育研究者。文部科学省教科調査官、岡山大学教授、横浜国立大学教授、筑波大学芸術学系教授、佐賀大学教授、美術科教育学会代表理事、上海・華東師範大学顧問教授などを務めた。東京教育大学卒業。学位論文に基づく博士（芸術学）。東京生まれ。

## 経歴
美術科教育学会、大学美術教育学会、日本美術教育連合など美術教育の学術団体の発展に尽力。また、横浜国立大学教育学部（学部名はその後、人間教育科学部に改称）の大学院修士課程の設置時に、美術教育研究にかかわる研究コースの開設に尽力した。さらに、筑波大学人間総合科学研究科（博士課程）芸術専攻芸術学領域における芸術教育学研究の研究指導体制の充実に努めた。
宮脇が育成した研究者は数多く、2009年現在、全国の国立大学および私立大学にて、主として美術科教育学を専攻し、研究と教育の仕事を担っている。
2016年11月、瑞宝中綬章を受章。

## 社会的活動
美術科教育学会理事（2009年6月現在）

## 著書
宮脇の著書は、単著、監修や編集を行なった専門書や大学テキストなど数多く、その内容は、歴史的な考察をふまえた提言を含むところに特徴がある。下記に代表的な著書のみ記載する。
単著
- 『現代子ども像と造形教育』開隆堂出版（原著1982年5月）
- 『感性による教育―学校教育の再生』国土社（原著1988年11月）。ISBN 9784337661202
- 『工芸による教育の研究―感性的教育媒体の可能性』建帛社（原著1993年3月）。ISBN 9784767970363

共著
- 大橋晧也・宮脇理共編『美術教育論ノート』開隆堂出版（原著1982年6月）
- 宮脇理・白沢菊夫共編『造形の基礎技法』建帛社（原著1984年10月）
- 宮脇理編著『現代美術教育論』建帛社（原著1985年6月）ISBN 9784767970202
- 奥田真丈監修、宮脇理・生江義男ほか編著『教科教育百年史』建帛社（原著1985年9月）。ISBN 4767970210
- 宮脇理・山口喜雄・山木朝彦『感性による教育の潮流―教育パラダイムの転換』国土社（原著1993年2月）。ISBN 9784337482098
- 真鍋一男・宮脇理（共同）監修『造形教育事典』建帛社（原著1991年10月）。ISBN 9784767970349
- 宮脇理編著『デザイン教育ダイナミズム』建帛社（原著1993年3月）。ISBN 9784767970370
- 宮脇理・花篤実共編『美術教育学』建帛社（原著1997年6月）。ISBN 9784767970417
- 宮脇理編著『4本足のニワトリ―現代と子どもの表現』国土社（原著1998年6月）ISBN 9784337482128
- 宮脇理編著『緑色の太陽―表現による学校新生のシナリオ』国土社（原著2000年6月）ISBN 9784337482135

## 訳書（共訳）
- エルンスト・レッドガー(Röttger, Ernst) 『土による造形』造形社（原著1977年4月）
- ハーバート・リード『芸術による教育』宮脇理・直江俊雄・岩崎清共訳、フィルムアート社、（原著2001年10月）。ISBN 9784845901241